# Simfonia nr. 1 (Ceaikovski)

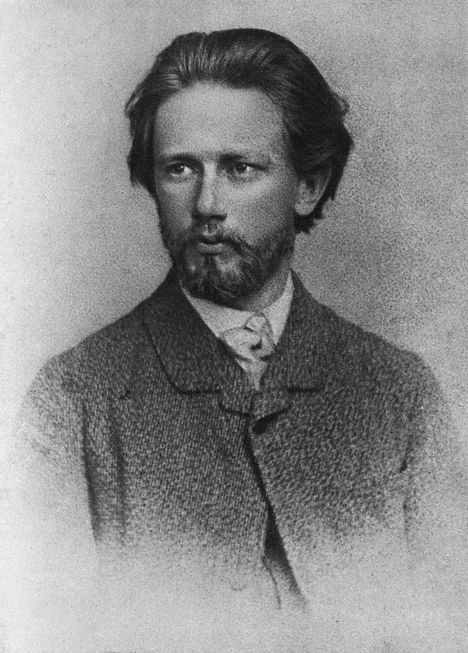
Ceaikovski în perioada în care a compus prima sa simfonie

Piotr Ilici Ceaikovski a compus Simfonia Nr. 1 în sol minor, Visuri de iarnă, Op. 13, în 1866, imediat după ce a acceptat un post de profesor la Conservatorul din Moscova; este prima lucrare importantă a compozitorului. Fratele compozitorului, Modest, a declarat că această lucrare a însemnat pentru Ceaikovski mai multă muncă și suferință decât la celelalte lucrări ale sale. Cu toate acestea, a fost foarte atașat de ea, scriind patroanei sale, Nadezhda von Meck, în 1883 că "deși este în multe sensuri foarte imatură, totuși fundamental are mai multă substanță și este mai bună decât oricare dintre lucrările mele mai mature." A dedicat simfonia lui Nikolai Rubinstein.

## Compoziția
Ceaikovski a început să lucreze la această simfonie în martie 1866. Munca s-a dovedit a fi foarte dificilă. O recenzie negativă a lui César Cui cu referire la cantata pe care Ceaikovski a compus-o ca piesă de absolvire pentru Conservatorul din Sankt Petersburg i-au zdruncinat moralul. De asemenea, a lucrat la simfonie zi și noapte. Toți acești factori au afectat sănătatea fizică și psihica a lui Ceaikovski. A început să sufere de insomnii, dureri de cap pe care el le-a interpretat ca fiind atacuri de cord și a devenit convins că nu va trăi să își termine simfonia. O interpretare de succes a Uverturei în Fa revizuită i-au ridicat moralul. Cu toate acestea, a continuat să lucreze la simfonie zi și noapte, lucrând practic până la epuizare fizică și nervoasă. Un doctor a declarat că Ceaikovski era "la un pas de demență" și i-a recomandat odihnă totală. Ceaikovski s-a conformat.

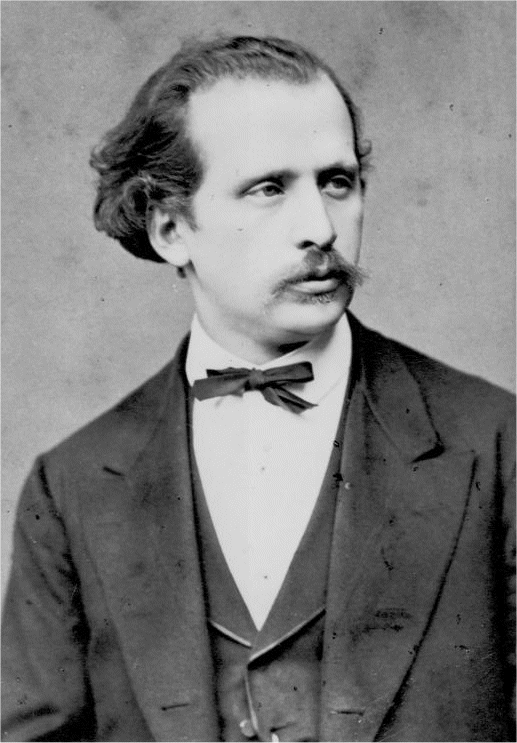
Nikolai Rubinstein, cel care l-a ajutat pe Ceaikovski să prezinte public prima sa simfonie

În ciuda lipsei sale de progres, Ceaikovski a cerut opinia foștilor săi profesori, Anton Rubinstein și Nikolai Zaremba când s-a întors la Sankt Petersburg în luna august. A sperat aprobarea lor pentru ce a scris până atunci precum și acceptarea pentru interpretarea măcar a unei părți într-un concert la Sankt Petersburg al Societății Muzicale Ruse (SMR). Niciuna dintre situații nu s-a petrecut. Ambii profesori au fost negativi, refuzând să interpreteze oricare parte a simfoniei. A încetat lucrul pentru a îndeplini prima sa comandă publică - o uvertură festivă bazată pe imnul național danez pentru a marca vizita la Moscova a viitorului țar Alexandru al III-lea al Rusiei și a noii sale mirese daneze. Îndată ce comanda a fost onorată, Ceaikovski a terminat simfonia înainte de vacanța de Crăciun a conservatorului. Aceasta a inclus și modificările cerute de Rubinstein și Zaremba ca o condiție pentru reconsiderarea lucrării.
Ceaikovski a prezentat manuscrisul lui Rubinstein și Zaremba în timpul vacanței de Crăciun. Chiar și cu modificările lor insistente, tot nu au fost de acord cu simfonia ca întreg; totuși, de această dată, au considerat că adagio-ul și scherzo-ul ar fi "potrivite pentru interpretare". Aceste două părți au fost interpretate la un concert al SMR în Sankt Petersburg pe 23 februarie 1867, însă fără niciun succes. Ceaikovski, care vedea Sankt Petersburg ca fiind principala locație muzicală a Rusiei și a devenit obsedat cu gândul ca premiera simfoniei să aiba loc acolo, a fost foarte deziluzionat - nu doar cu audiența din Sankt Petersburg ci și cu criticii și foștii săi profesori. A renunțat la revizuirile pe care ei le-au cerut, simfonia revenind la forma originală cu o singură excepție. Această excepție s-a dovedit a fi inevitabilă. La insistențele lui Zaremba, a compus o nouă introducere pentru prima parte. A aruncat hârtiile care conțineau introducerea originală și nu își mai putea aminti ce a compus. Ceaikovski a lăsat introducerea cerută de Zaremba.
Înapoi în Moscova, fratele lui Anton, Nikolai, era hotărât să interpreteze simfonia; doar insistențele compozitorului pentru o interpretare la Sankt Petersburg l-au facut să ezite. Ceaikovski i-a permis să interpreteze scherzo-ul în cadrul unui concert la Moscova al SMR pe 22 decembrie. Deși scherzo-ul a fost primit cu puțin succes, Rubinstein tot era pregătit să interpreteze toată lucrarea. Premiera a avut loc în cele din urmă pe 15 februarie 1868, având un succes masiv. Totuși, surprinzător, următoarea intepretare a simfoniei va avea loc abia 15 ani mai târziu. Prima interpretare a versiunii revizuite a avut loc la Moscova pe 1 decembrie 1883, sub bagheta lui Max Erdmannsdörfer.

## Structura
1. Visurile unei călătorii de iarnă. Allegro tranquillo
2. Tărâm al dezolării, tărâm al cețurilor. Adagio cantabile ma non tanto
3. Scherzo. Allegro scherzando giocoso
4. Final Andante lugubre - Allegro maestoso

## Instrumentație
Simfonia este compusă pentru piculină, două flauturi, două oboaie, două clarinete (în la și si bemol), doi fagoți, patru corni (în mi bemol și fa), două trompete (în do și re), trei tromboane, tubă, timpane, cinele, tobă bas și coarde.